# Dossena
Dossena é uma comuna italiana da região da Lombardia, província de Bérgamo, com cerca de 1.015 habitantes. Estende-se por uma área de 19 km², tendo uma densidade populacional de 53 hab/km². Faz fronteira com Lenna, Roncobello, San Giovanni Bianco, San Pellegrino Terme, Serina.
Além do nome de uma cidade italiana, Dossena também é um sobrenome de origem Italiana. Atualmente existem 904 registros telefônicos com o sobrenome Dossena na Itália, sendo 802 na região da Lombardia.
Alguns ancestrais desta família migraram para o Brasil e Argentina no final do século XIX na esperança de prosperar em terras além mar e se resguardar da crise que a revolução industrial impunha sobre os agricultores do norte da Itália nesta época.

## Demografia
| Variação demográfica do município entre 1861 e 2011                               |
|                                                                                   |
| Fonte: Istituto Nazionale di Statistica (ISTAT) - Elaboração gráfica da Wikipedia |